# Zákřov
Zákřov (německy Stauden) je malá vesnice, část obce Tršice v okrese Olomouc. Nachází se asi 1 km na východ od Tršic. V roce 2009 zde bylo evidováno 43 adres. V roce 2001 zde trvale žilo 88 obyvatel.
Zákřov je také název katastrálního území o rozloze 1,3 km².

## Historie
První písemná zmínka o obci pochází z roku 1349, tehdy jako osada Zákřovice. Tehdy stávala zhruba 750 metrů jihovýchodním směrem na ostrohu mezi místními potoky a roku 1382 je připomínána na tomto místě vodní tvrz. Ta zanikla někdy v 15. či 16. století spolu s celou obcí, jenž zpustla mezi léty 1560 a 1568. Z celé osady zbyl pouze panský dvůr. Roku 1972 byl zhruba pětimetrový pahrbek, na kterém tvrz stála, srovnán buldozery bez předchozího archeologického průzkumu.
K znovuobnovení vesnice došlo roku 1787, kdy byl dvůr rozparcelován a prodán osadníkům z okolích obcí, kteří si tu postavili 24 domů. Ti byli již od počátku zbaveni robotnické povinnosti. Samostatnost získala obec roku 1910 a udržela si ji až do roku 1975, kdy byla připojena zpět k Tršicím.
Na konci druhé světové války, 18. dubna 1945 byla obec obklíčena wehrmachtem a příslušníky 574. kozáckého praporu (někdy nesprávně označovaného za Vlasovce) kvůli podezření, že místní obec je centrem partyzánského odboje. Muži mladší 50 let byli odvedeni na radnici do Velkého Újezda a poté k lesní samotě Kyjanice (Zákřovský Žalov). Tam je zavřeli do dřevěné chaty a tu v podvečer 20. dubna zapálili. Nikdo z 19 mužů tento masakr nepřežil, nejmladšímu z nich bylo 17 let. Tuto událost dodnes připomíná pomníček na návsi
i u místa, kde se tragédie udála.

## Pamětihodnosti
- Dřevěná zvonička z roku 1878[6]
- Památník obětem druhé světové války[6]

## Fotogalerie

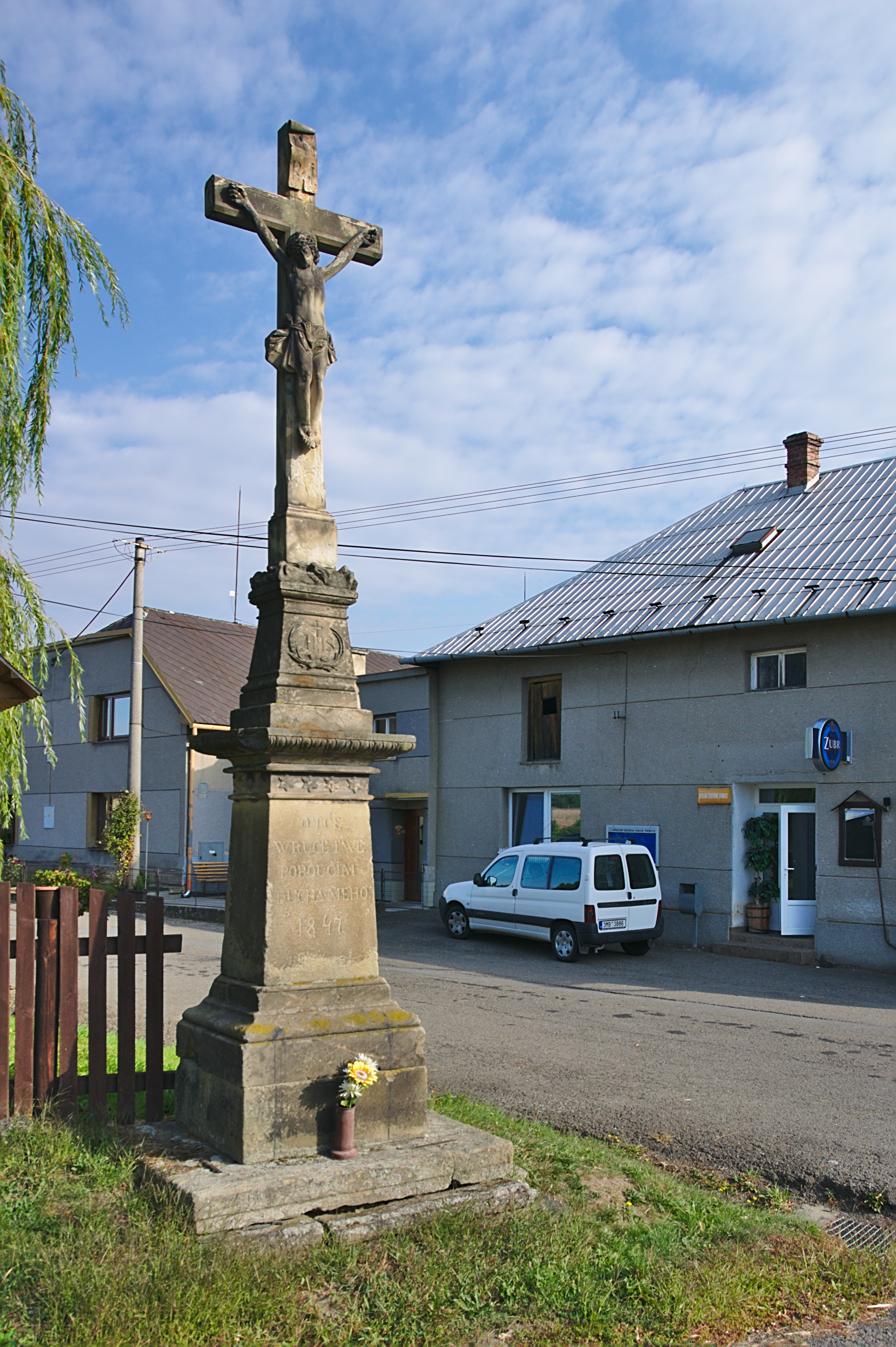
Kříž na křižovatce
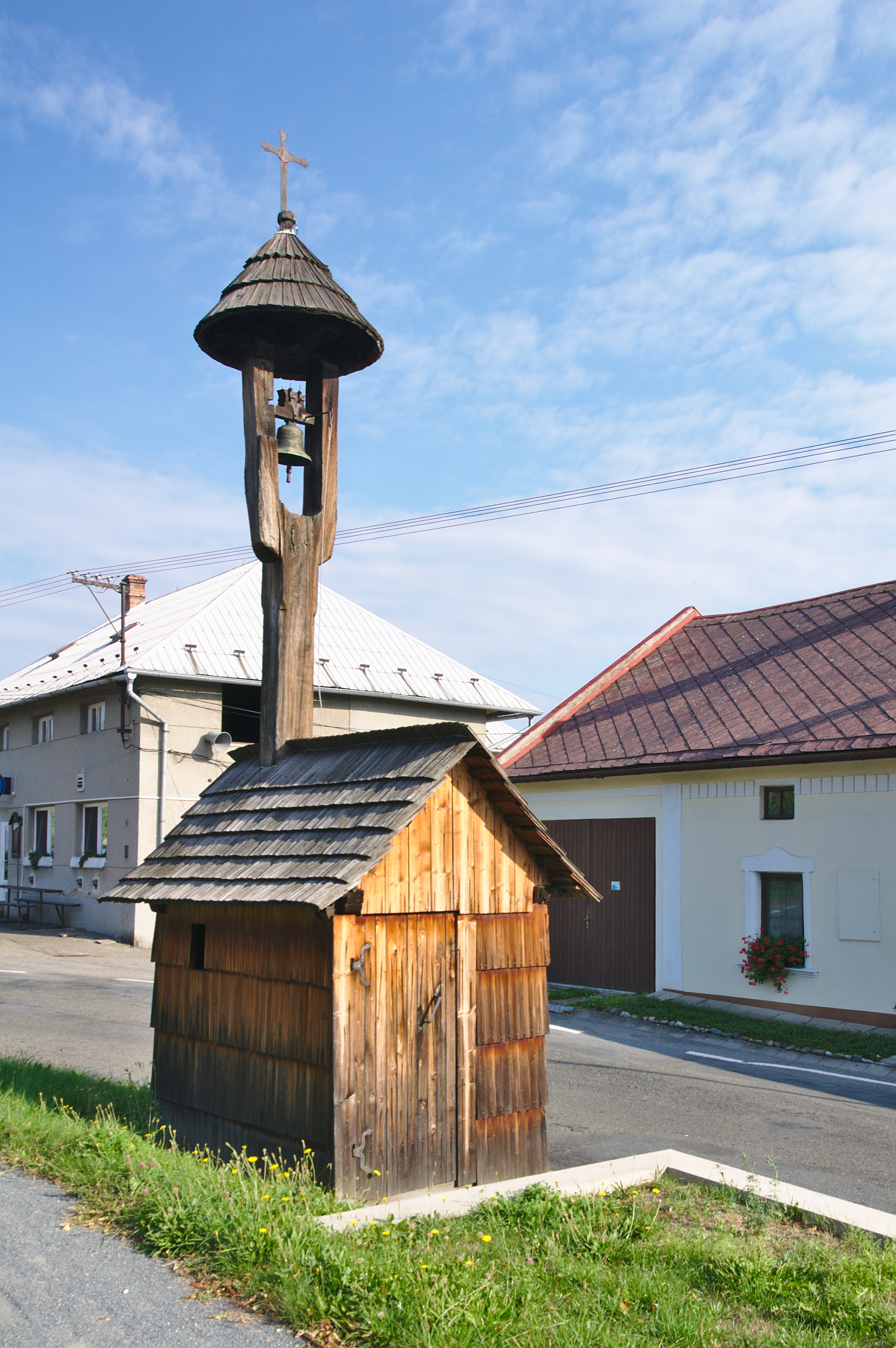
Zvonička
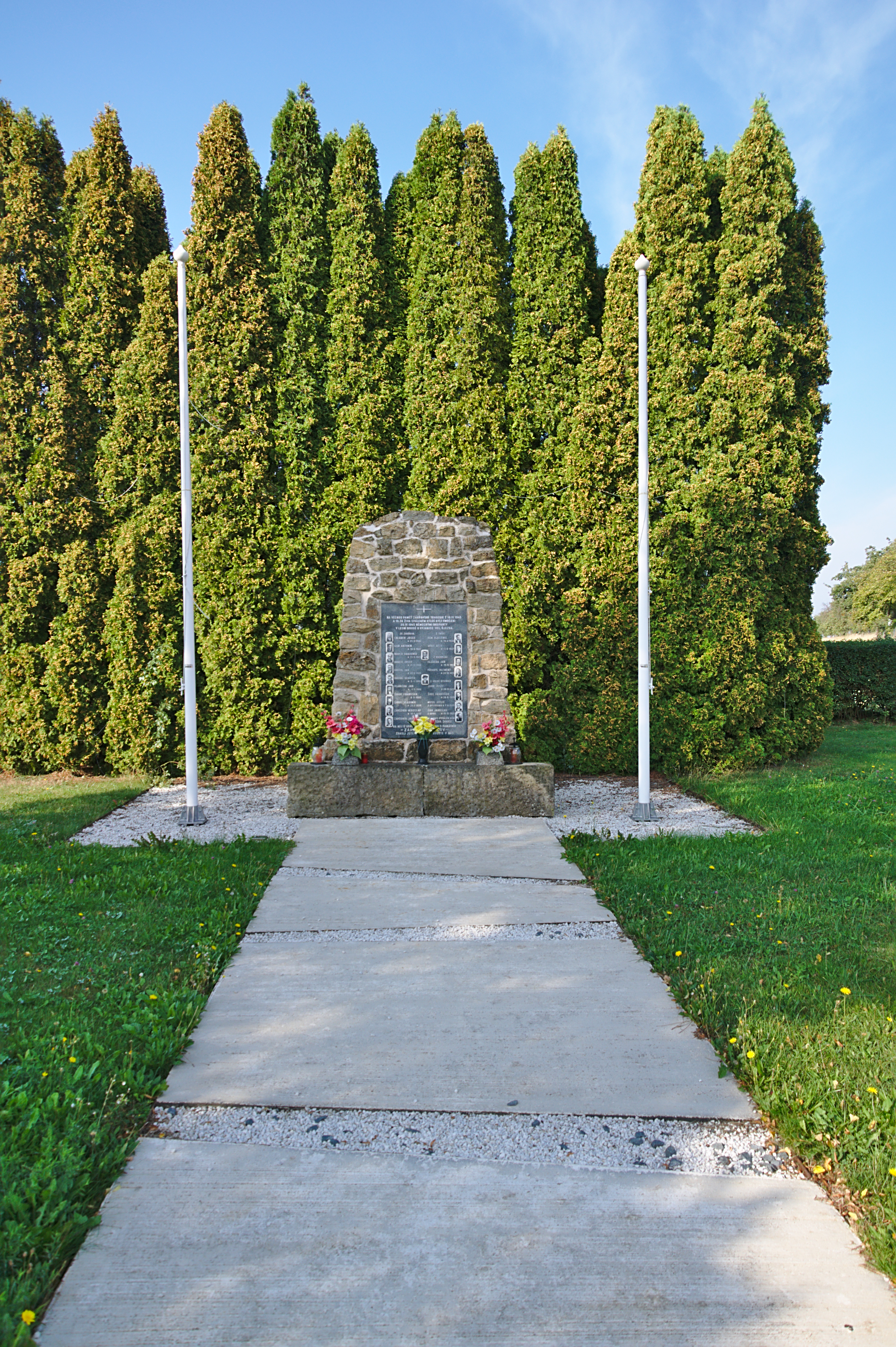
Památník padlým
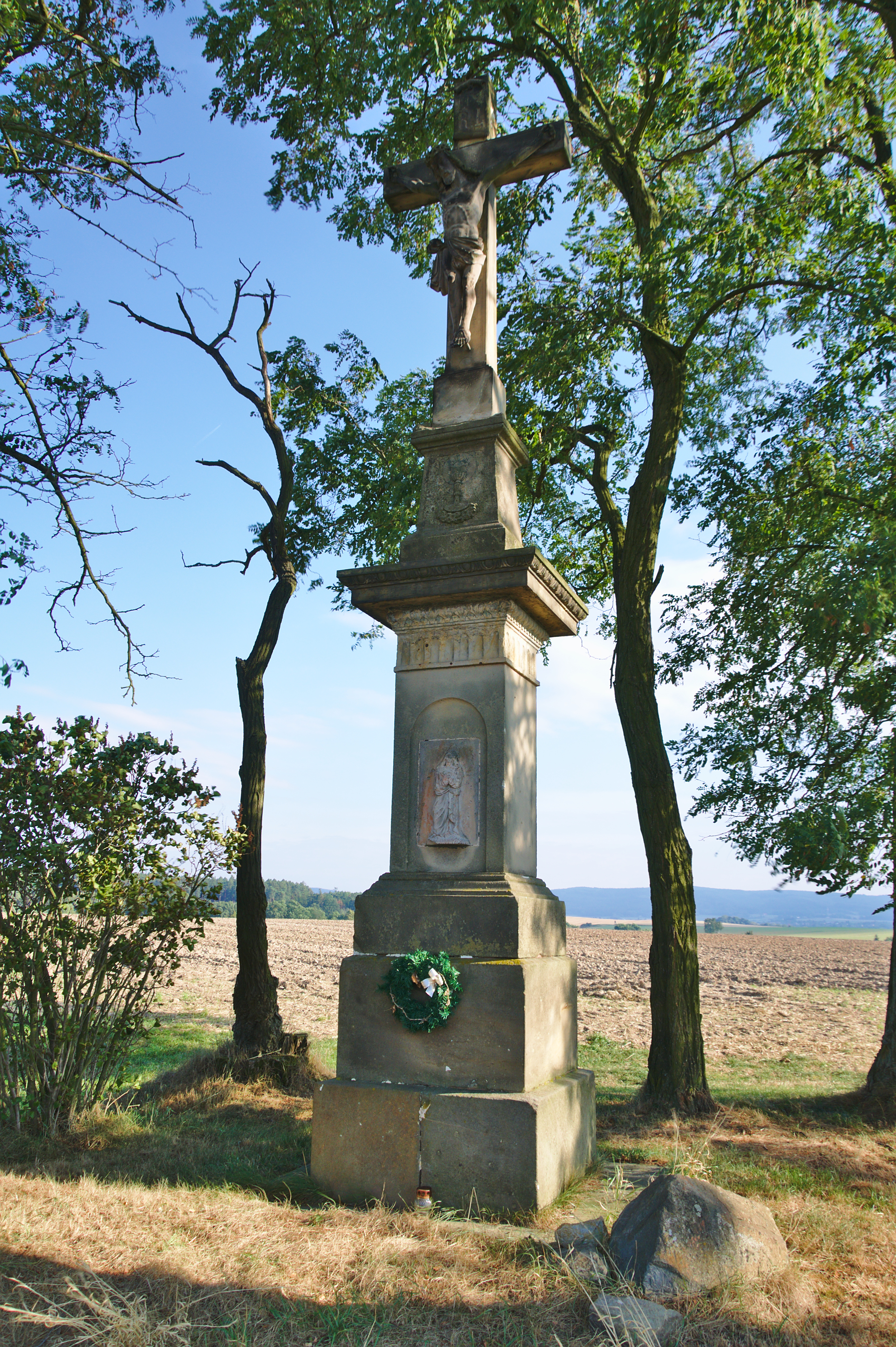
Kříž mezi obcemi Zákřov a Lazníčky
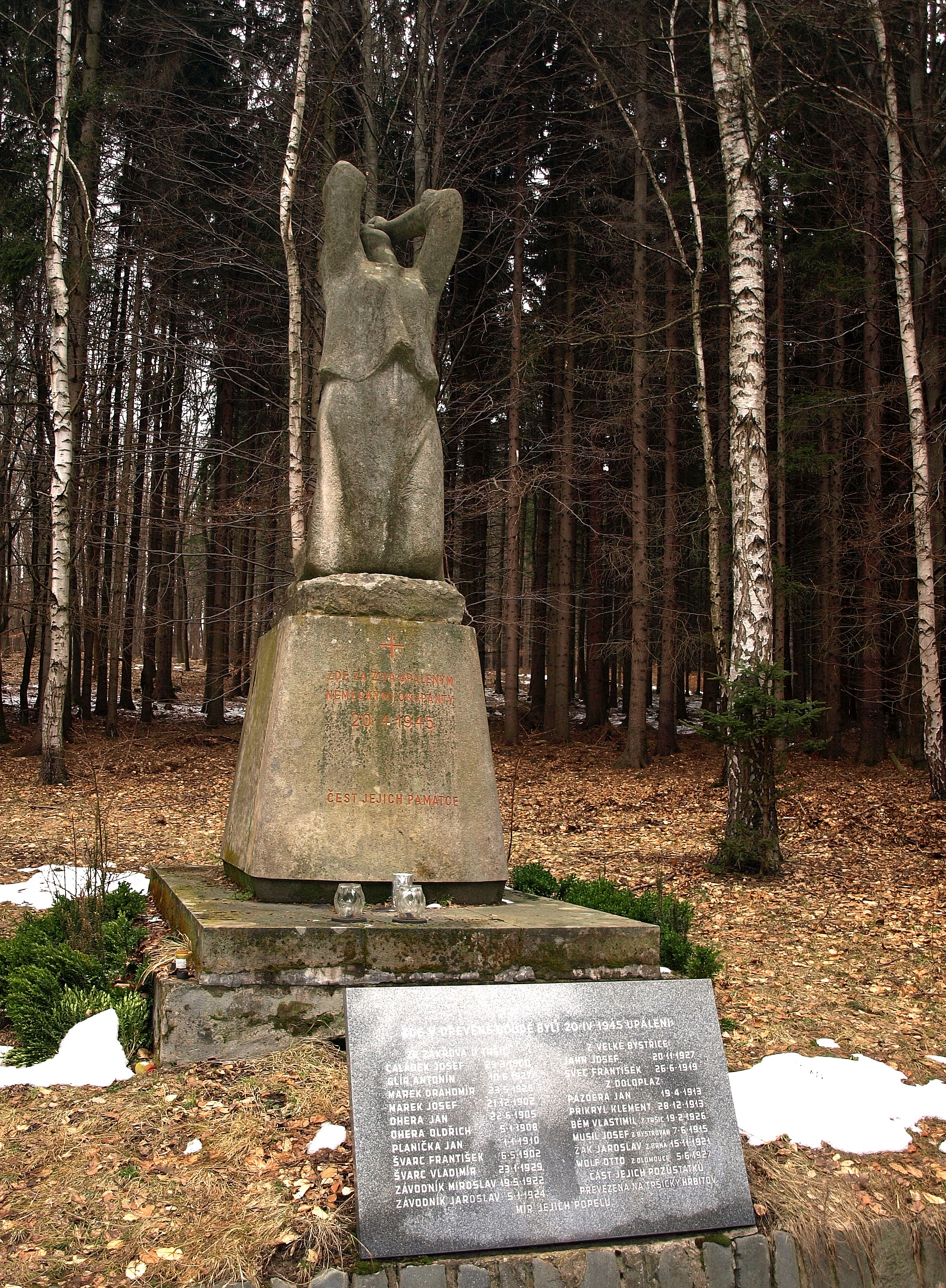
Pomník Zákřovský Žalov u Kyjanic u Kozlova